# Mario Kreimer
Mario „Kreimi“ Kreimer (* 8. März 1987) ist ein österreichischer Fußballspieler auf der Position eines rechten Außenstürmers.

## Karriere

### Vereinskarriere
Kreimer begann seine aktive Karriere als Fußballspieler im Jahre 1995 im Alter von acht Jahren bei der Sportunion in Naintsch. Mit 14 Jahren kam er in den Nachwuchs des SK Sturm Graz, für den er bis zu seinem Leihvertrag beim FC Gratkorn zwischen den Amateuren und den Profis wechselte. Sein Debüt in der österreichischen Bundesliga gaben Kreimer, wie auch drei weitere Spieler aus dem Sturm-Nachwuchs, am 29. Mai 2005 gegen die SV Mattersburg. Er wurde beim 3:1-Auswärtssieg in der 78. Minute für Mario Karner eingewechselt. Im Januar 2009 wechselte Kreimer leihweise zum FC Gratkorn in die Erste Liga als Gegenzug zum Transfer von Dominic Hassler zum SK Sturm Graz. Zur Saison 2009/10 kehrte er zurück zum SK Sturm. Nach einem kurzen Gastspiel beim SV Horn wechselte Kreimer im Januar 2011 zum USV Allerheiligen. Im Sommer 2011 schloss er sich dem DSV Leoben in der Regionalliga Mitte an. Nach zwei Spielzeiten ging er zum FC Gleisdorf 09 in die Landesliga Steiermark. Im Sommer 2015 wechselte er zum Ligakonkurrenten SV Lebring.

### International
Kreimer sammelte schon in der österreichischen U-19-Auswahl sowie in der U-20-Nationalmannschaft Erfahrungen. Für letztere absolvierte er ein Spiel.